# Den hemmelige tunnel
Den Hemmelige Tunnel er en tv-julekalender fra 1997. Den handler om tunnelchef Mortensen, der skal have et tunnelprojekt færdig inden jul, for ellers bliver han fyret. Han forelsker sig senere i den videnskabeligt interesserede kvinde Ida Stjamp. Hun hjælper sin far Professor Stjamp, med videnskabelige undersøgelser.
Den Hemmelige Tunnel, blev ikke nogen stor succes blandt det ældre publikum, men den fængede dog det yngre. I kalenderen medvirkede bl.a. Nicolaj Kopernikus, Iben Hjejle, og Lars Lippert.